# Dehdasht
Dehdasht (persiska: دِهدَست, دهدشت) är en kommunhuvudort i Iran.   Den ligger i provinsen Kohgiluyeh och Buyer Ahmad, i den centrala delen av landet, 500 km söder om huvudstaden Teheran. Dehdasht ligger 806 meter över havet och antalet invånare är 69 726.
Terrängen runt Dehdasht är huvudsakligen platt, men söderut är den kuperad. Terrängen runt Dehdasht sluttar söderut.Runt Dehdasht är det ganska glesbefolkat, med 47 invånare per kvadratkilometer. Dehdasht är det största samhället i trakten. Omgivningarna runt Dehdasht är i huvudsak ett öppet busklandskap.